# Correio pneumático de Praga

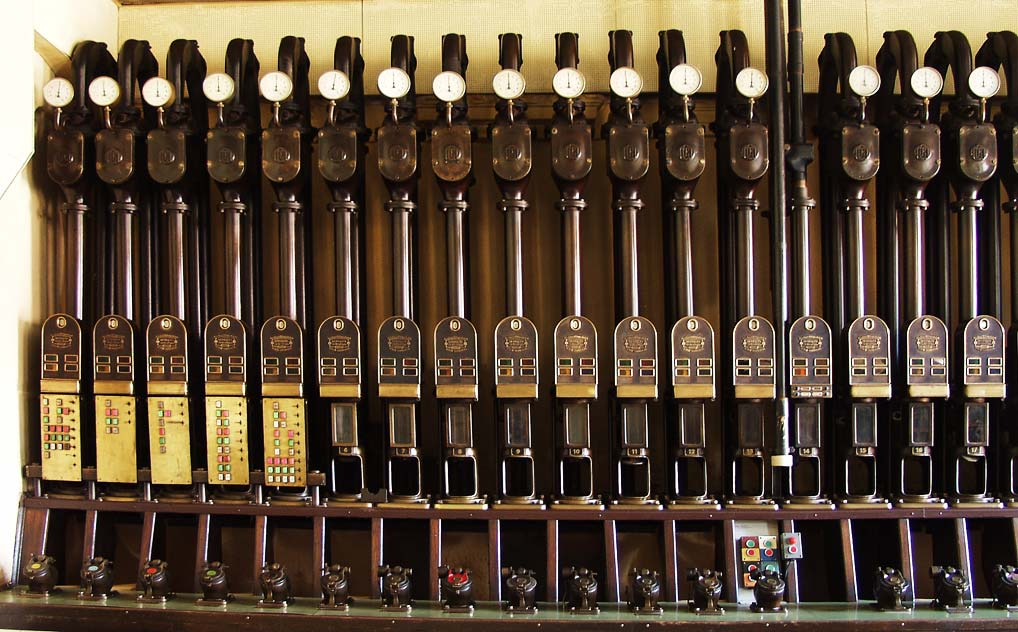
Painel principal de controle – entradas, saídas e caminhos

O Correio pneumático de Praga (em tcheco: Pražská potrubní pošta) é o mais preservado sistema urbano de correio pneumático do mundo. Trata-se de um sistema subterrâneo com tubos metálicos sob extensa área do centro de Praga, num total de 55 km de extensão. Conhecido como a “Velha Senhora” das telecomunicações Tchecas, o sistema iniciou seus serviços em 1889 e permaneceu em uso pelo governo, bancos e mídia até ter se tornado inoperante em agosto de 2002 em consequência de inundações na Europa. O atual proprietário, a “Telefónica O2 Czech Republic” vem gradualmente reparando e conservando o sistema, porém, por falta de verbas essa recuperação ainda não está concluída.

## História
O sistema de transporte pneumático de Praga entrou em serviço em 4 de março de 1889. A primeira linha foi teve seu início de construção em 1887, mas servia apenas transportes internos em áreas restritas. Ligava o posto central dos correios na rua Jindřišská  (proximidades da Praça Venceslau ao posto da  Malé náměstí (Praça da Cidade Velha). Esse posto ficava numa casa da esquina da rua Linhartská, que pertencia à companhia  V. J. Rott, bem próxima a uma casa chamada hoje 'U Rotta'. Essa primeira linha de conexão foi estendida até o Castelo de Praga , numa conexão de uns 5 km de extensão.. Praga foi a 5ª cidade do mundo a ter tal sistema de transporte de bens, depois de Londres, Viena. Berlim e Paris, o que foi então considerado um grande progresso para a cidade.
No início, o sistema era usado somente para envio de telegramas. Em 1901, comente três estações haviam sido ligadas ao sistema entre os correio de Praga e a central do telégrafo.
Esse sistema servia àqueles que quisessem enviar rapidamente um documento. O documento era levado ao posto de envio, inserido numa cápsula metálica e o encarregado inseria essa cápsula numa determinada escotilha do sistema conforme o destino desejado. Com o acionamento de um botão de comando, a cápsula era impulsionada por ar comprimido pela rede de tubos que corria sob o calçamento da cidade.
O maior crescimento do sistema ocorreu entre 1927 e 1932. Nesse período, novas linhas foram construídas e dezenas de milhares de cápsulas foram transportadas mensalmente. Durante a revolta da Praga (contra a ocupação nazista)  em 1945 o correio pneumático teve um papel importante para a operação da “Český rozhlas” (Rádio Tcheca) então sitiada e isolada.
No final dos anos 90, o sistema era usado por cerca de 20 assinantes e operava com prejuízo, sendo mantido apenas por tradição e prestigio. O uso foi gradualmente decaindo e  nas inundações da Europa de 2002 foi seriamente danificado em 5 das 11 salas de máquinas (compressores e bombas de ar).

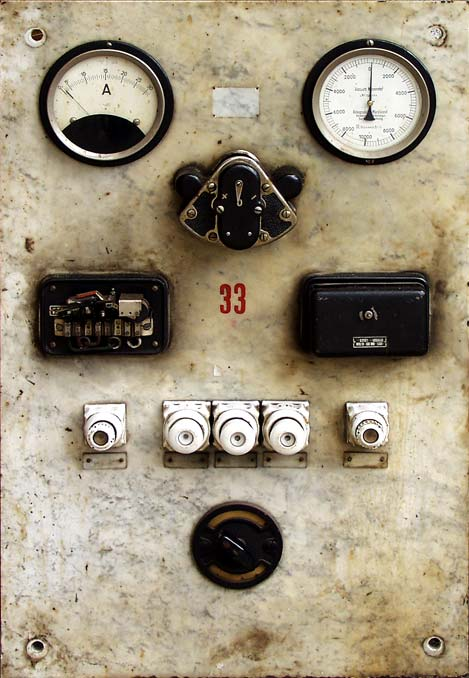
Painel de controle das bombas de ar com amperímetro e manômetro com placa em mármore

## Características técnicas

### Tubos
As linhas consistem de tubos de aço de diâmetro 65 mm, espessura das paredes 2,53 mm. Os tubos são ligados com luvas de pressão de 140 mm de comprimento para garantir perfeito alinhamento dos eixos e então soldados, assegurando perfeita selagem. Para evitar que a dispersão da corrente elétrica cause corrosão, isoladoras de cerâmica são inseridos entre segmentos de tubulação em alguns pontos. Os trechos de tubulação que ficam enterrados são protegidos externamente por uma camada de fibra de vidro, enrolada em torno em alta em alta temperatura e coberta com asfalto quente. A linha de correio enterrada fica entre 0,8 e 1,2 metros abaixo do solo. No interior de edifícios e nos dutos e galerias das redes de cabos de Praga as tubulações são simplesmente pintadas com tinta anti-corrosão.
O mínimo raio de curvatura é de 2,5 metros para a tubulação enterrada, mas o raio de 3 metros é o mais usado. Dentro dos prédios raios de 2 metros são permitidos. Essas curvas são feitas com tubos de aço recozido em temperatura normal com uso de uma ferramenta própria para curvar os tubos. Um cabo de sinalização corre junto com as tubulações, permitindo comunicação entre as diversas estações.
Os segmentos de tubos são equipados com poços de inspeção que podem ser abertos para as devidas verificações ou mesmo remoção de alguma cápsula que tenha ficado retida. Para isso uma cápsula própria mais pesada é enviado sob uma pressão maior do que 30 atm para desobstruir a linha.

### Cápsulas de transporte

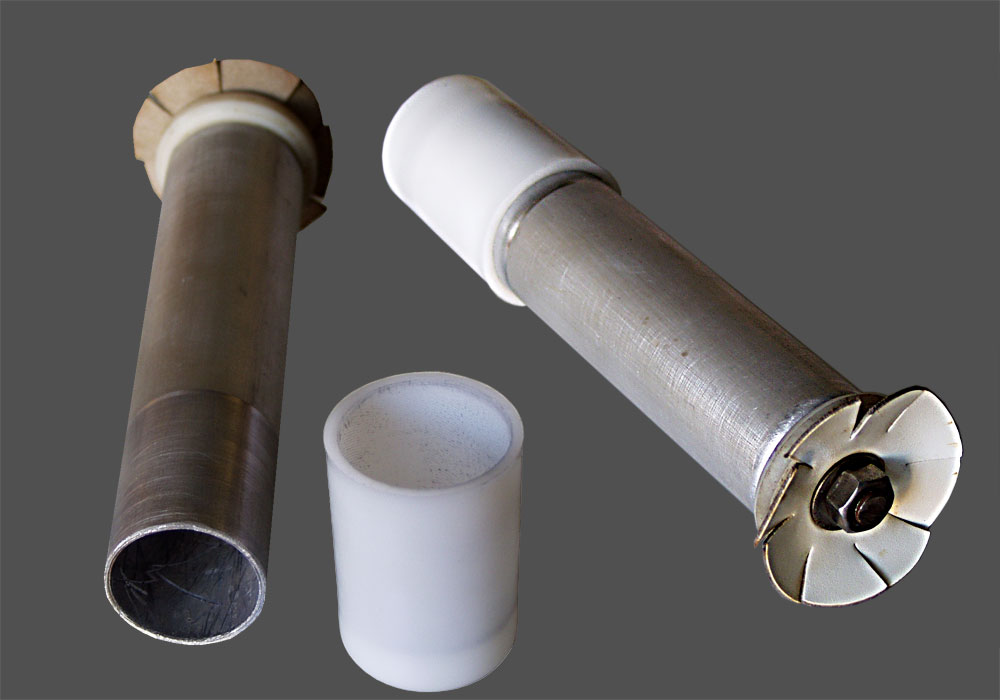
Cápsula para transportar pacotes – correio pneumático de Praga

O system usa cápsulas de alumínio com 48 mm de diâmetro por 200 mm de comprimento. No extremo de ré de cada cápsula há um anel de plástico para reduzir o atrito (fricção) nas paredes do tubo e uma saia de plástico macio para selagem do ar. O diâmetro do círculo de plástico é de 57 mm, ficando mais cerca de 8mm para a saia de vedação, provendo com isso perfeita vedação e redução de fricção

### Unidades de propulsão

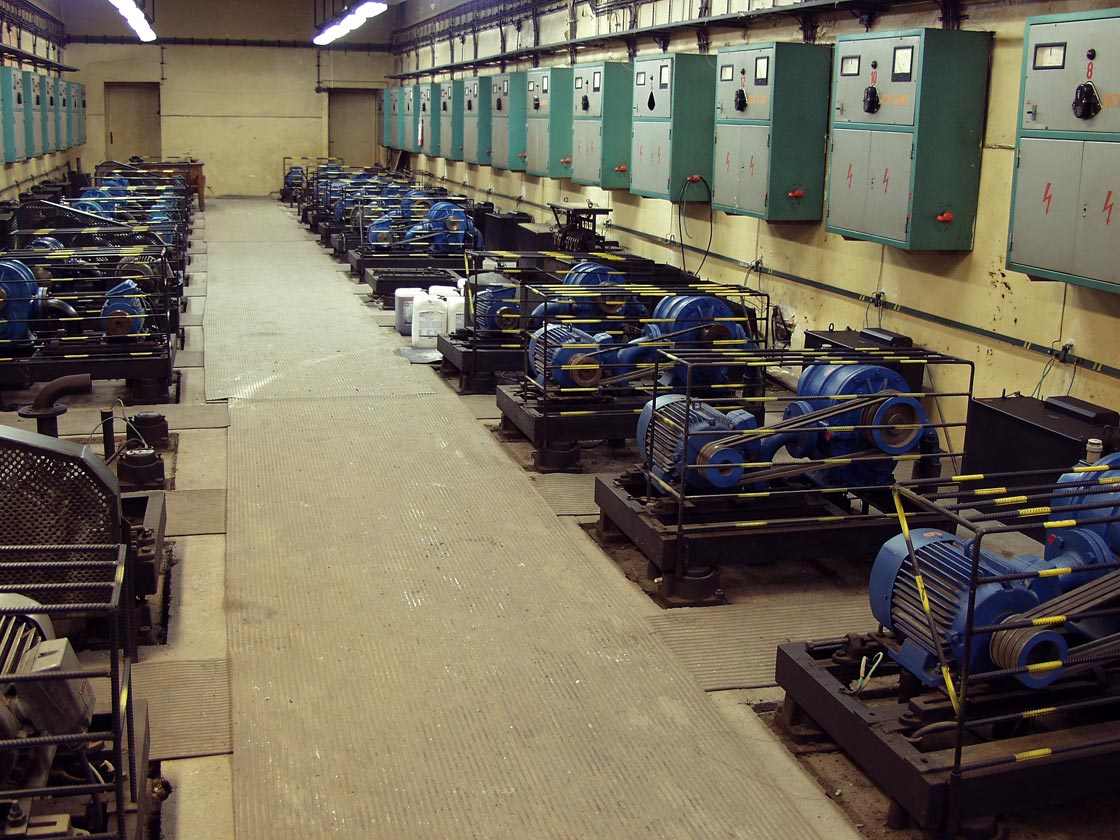
Casa das máquinas do prédio dos correios da rua Jindřišská

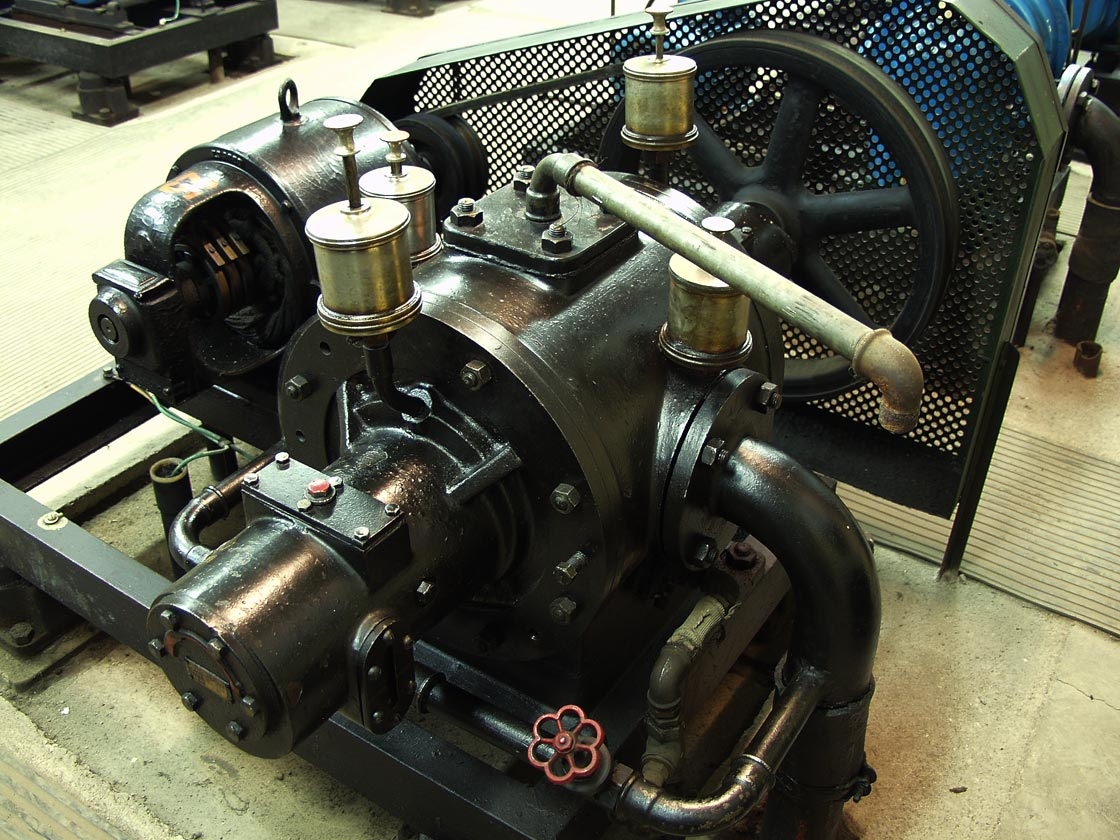
Bomba de ar dos anos 30

Cada linha tem sua unidade propulsora, que consiste de uma bomba de ar acionada por motor elétrico, a qual pode atender até pouco mais de 3 km de linha. Assim, para trechos maiores é necessário o uso de mais bombas. Essas bombas devem ser de operação reversível, podendo criar tanto pressão positiva como vácuo e são conectadas às tubulações por meio de “tês”. Em cada saída do tê há chaves elétricas que são atuadas pela passagem da cápsula e que atuam no controle da operação da bomba.
Inicialmente uma bomba está ajustada na função de sucção, puxando (com vácuo) a cápsula em sua direção até o “tê”. Pouco antes de chegar ao ponto central do “tê” (onde a bomba está conectada), a cápsula atua a primeira chave elétrica e inverte a operação da bomba, a qual passa a empurrar a cápsula dali em diante..
As bombas mais antigas eram centrífugas, montadas excentricamente dentro de um cilindro 300 mm. As bombas mais recentes são de pistões rotativos.

### Embalagens
As cápsulas são carregadas com embalagens de 5 cm de diâmetro por 30 cm de comprimento que podem pesar até 3 quilos. Geralmente são telegramas dobrados ou enrolados, mas o que coubesse na casula poderia ser transportado.
Por razões óbvias, cargas corrosivas ou perigosas que podem vir a danificar o sistema não podem ser transportadas. Por outro lado, quando se trata de cargas frágeis, a velocidade pode ser reduzida a niveis mais adequados.

### Postos principais

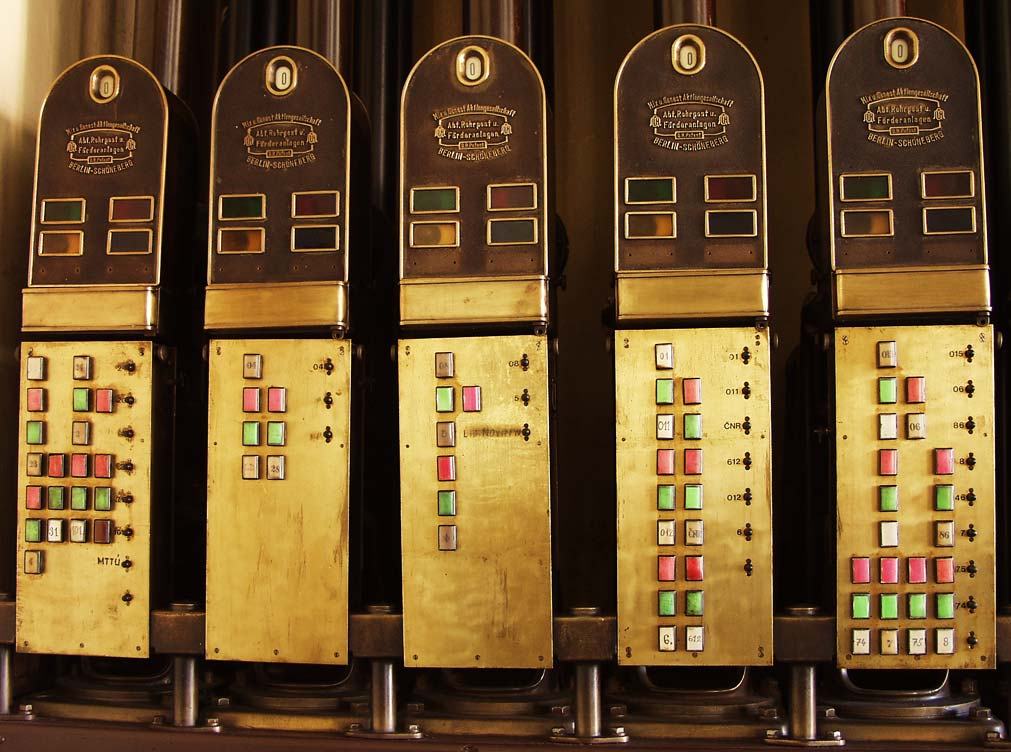
Controladores para cinco linhas principais com contadores, indicadores luminosos e chaves de controle

Todas as linhas convergem para o “Posto Central de Correio” na rua  Jindřišská, onde os pacotes são cuidadosamente registrados e a partir daí o sistema é controlado e monitorado. Esse é também o posto onde esses pacotes são retirados de uma comporta de saída (de uma linha) e transferidos para a comporta de entrada de outra linha por funcionários para isso designados.
No controlador das linhas, aquelas que estão em operação (transportando algo) são indicadas por sinaleiros luminosos. Até 10 cápsulas a intervalos de 30 segundos podem ser transportados de uma única vez numa mesma linha, embora isso raramente seja necessário.
Quando ocorre envio por linhas que têm dispositivos de troca de linha, as cápsulas devem ser enviadas numa sequência predeterminada, de modo que as chaves de mudança de rota sejam ativadas antes de iniciar o envio. A primeira cápsula em questão seguirá o caminho divergente desejado, após o que o desviador de linha voltará à posição neutra, indo as demais cargas pela linha direta. Assim, a cápsula que será derivada deve ser sempre a primeira na sequência de transferência.

## Linhas e estações

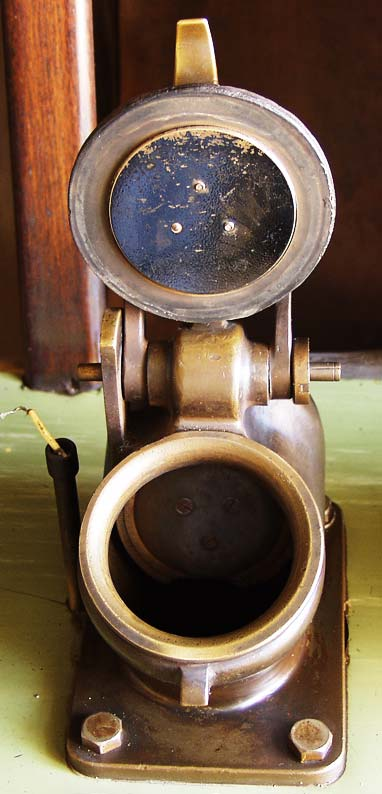
Escotilha de entrada de um linha. Inserção de cápsulas

O sistema de correio pneumático de Praga consiste em cinco linhas principais num arranjo em estrela, provido de aparelhos de mudança de via (similar aos de ferrovias, mas adaptado a tubos), concentradores e sub-linhas de assinantes. O comprimento total do conjunto das linhas é de 55 km. Alguns dos segmentos mais frequentemente utilizados têm duas tubulações (uma de ida, uma de volta), mas a maioria de segmentos tem uma única tubulação e a direção é determinada pelas bombas selecionadas para atuar. As cinco linhas principais conectam os seguintes postos de correios:
- Rua Jindřišská – Praga 2, Praga 3, Praga 10
- Rua Jindřišská – Praga 1, Praga 2
- Rua Jindřišská. – Praga 5
- Rua Jindřišská  – Praga 6
- Rua  Jindřišská – Praga 7

Havia originalmente 16 linhas de assinantes, mas hoje restam somente sete e ainda 24 estações de correio. A rede de linhas pneumáticas cruzam o Vltava em três travessias usando as pontes (“most”), a Hlávkův a Mánesův e a most Legií.